# Brevipalpus salicis
Brevipalpus salicis är en spindeldjursart som beskrevs av Baker och James P. Tuttle 1964. Brevipalpus salicis ingår i släktet Brevipalpus och familjen Tenuipalpidae. Inga underarter finns listade.